# Vlakotramvaj

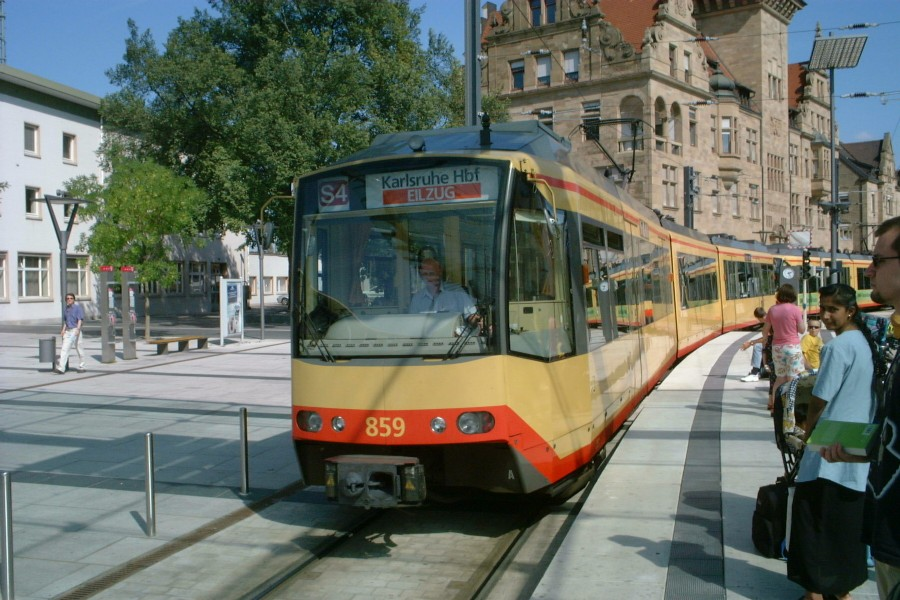
Stadtbahn v Heilbronnu v uličním provozu

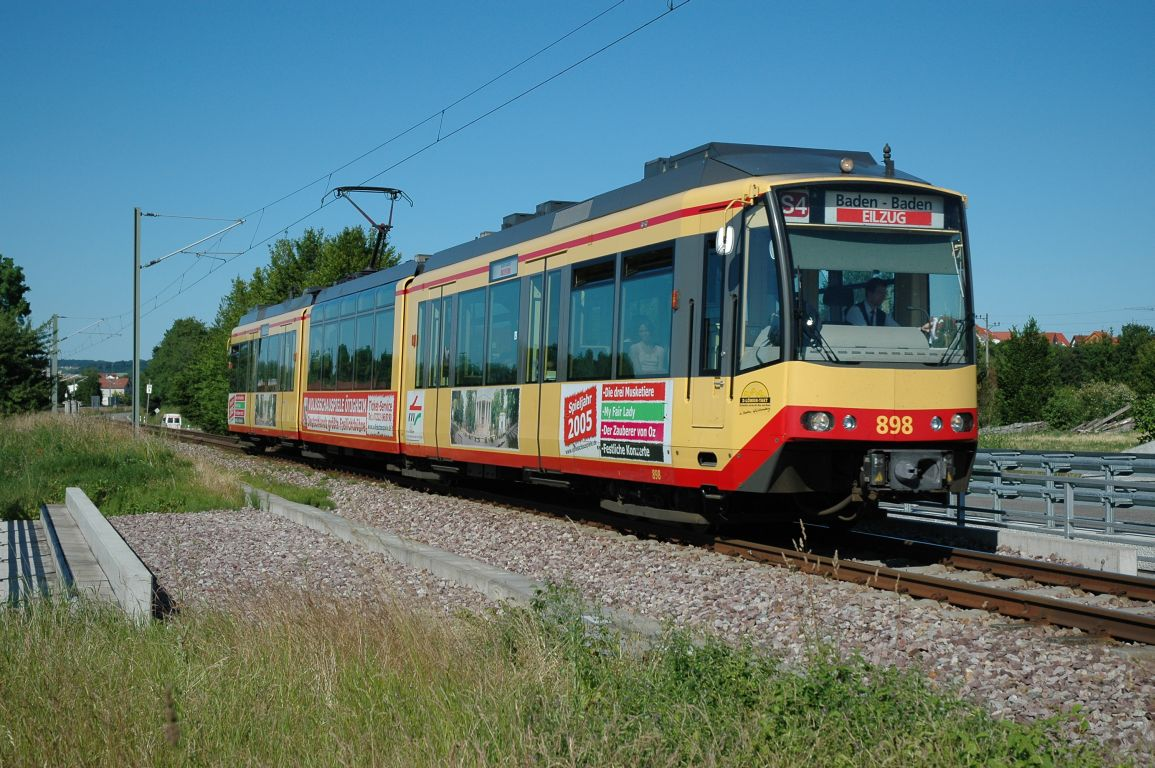
Stadtbahn v Heilbronnu na železniční trati

Tramvlak, vlakotramvaj, dvousystémová tramvaj, tram-train, TramTrain, bimodální tramvaj, hybridní tramvaj, propojovací tramvaj, karlsruheský model nebo Model Karlsruhe jsou různé názvy pro dopravní systém a vozidla umožňující přejíždění z železniční tratě na tramvajovou trať, popřípadě pro jízdu po trati, která má smíšené rysy (například železniční trať vedená obcí po ulici), nebo vůbec železniční doprava lehkými osobními vozy.
Výhodou sloučeného systému je efektivnější využití tratí v úsecích, kde by jinak vedly dvě dráhy souběžně, a větší komfort pro cestující, kteří méně často musejí přestupovat. Nejvýznamnějším nedostatkem je přenášení nepravidelností z městského provozu do železniční sítě.

## Technické podmínky
Základní podmínkou je shodný rozchod kolejí. Významnou roli však může hrát i geometrie kolejí a kol, zejména ve vztahu k výhybkám, ale i obloukům, žlábkovým kolejnicím atd. Okolky tramvajových vozů nejsou vhodné pro železniční tratě, navíc v různých městech mají různou geometrii: zatímco v Ostravě jsou okolky podobné železničním, v dalších českých městech jsou okolky příliš úzké a na železniční výhybce by přídržnice nezaručovala správné vedení kola a může působit problémy i na srdcovkách. Železniční kola zase nelze použít v tramvajových kolejích (s výjimkou ostravských) pro nedostatečnou hloubku i šířku žlábků kolejnic, zejména na srdcovkách výhybek.
Další podmínkou je vyřešení pohonu, zejména elektrického napájení. Pokud vozidlo odebírá energii sběračem na trati (z trolejového vedení apod.), musí být uzpůsobeno pro příslušný systém (stejnosměrný nebo střídavý proud, napětí, způsob zatěžování sítě odběrem, rekuperace atd.). Akcelerace a brzdné vlastnosti vozidla musí odpovídat i provozu s krátkými mezizastávkovými úseky. Trakční zařízení by přitom neměla ve vozidle zabírat příliš místa na úkor přepravy cestujících. Výška trolejového drátu na české železnici je obvykle minimálně 5,1 m, u tramvají minimálně 4,7 m.
Vozidlo musí mít patřičná označení a signalizační zařízení k silničnímu i železničnímu provozu a musí být kompatibilní se zabezpečovacími a komunikačními zařízeními a způsoby organizace dopravy v obou systémech.
Vozidlo musí být odolné proti nárazům přiměřeně železničním standardům, avšak v městské dopravě by jeho náraz neměl mít nepřiměřeně ničivé účinky na ostatní účastníky provozu.[zdroj?] Na tramvajových tratích je přípustné vyšší stoupání.
Musí být dořešena odpovídající výška nástupní hrany a její vzdálenost od osy koleje, i s přihlédnutím k možnosti bezbariérového nástupu. Tramvaje jsou stavěny pro výšku nástupišť několik cm, nástupiště na síti SŽ mají výšku standardně 55 cm nad temenem kolejnic, u sypaných nástupišť nejméně 25 cm. Tramvajová vozidla jsou široká 2,5 m, maximálně 2,65 m, železniční kolem 3 m, rozdíl v optimální vzdálenosti nástupních hran od osy koleje je kolem 30–35 cm.

## Vlakotramvaje v Německu a západní Evropě
Jeden ze systémů přechodnosti se nazývá podle německého města Karlsruhe, v jehož okolí byl v 80. letech 20. století zaveden v síti společnosti Albtal-Verkehrs-Gesellschaft. Některá drážní vozidla jsou uzpůsobena pro dva systémy napájení (750 V ss / 15 kV 16,7 Hz), některé tratě železničního charakteru mají tramvajové napájení 750 V, na jiných linkách zase tatáž vozidla jezdí jen na železničních tratích s železničním napájením. V Karlsruhe je celý tento systém označován jako Stadtbahn a linky a vlaky jsou označovány písmenem S podobně jako systémy S-Bahn v jiných městech.
Na obdobném technickém systému jsou založeny i projekty v dalších městech, především v Rakousku a Německu, ale i ve Francii, Nizozemsku a Británii:
- Badner Bahn ve Vídni, Rakousko
- RegioTram Kassel, Kassel, zavedeno po roce 2000
- City-Bahn Chemnitz, Chemnitz, 1997
- Saarbahn, okolí Saarbrücken, síť zasahuje i do Francie
- Hybridstraßenbahn v Nordhausenu
- Vogtlandbahn ve Zwickau
- Köln-Bonner Eisenbahnen, dráhy Kolín nad Rýnem – Bonn
- RijnGouweLijn, Nizozemsko
- Tyne and Wear Metro, Anglie

## Vlakotramvaje a tramvlaky v Česku a na Slovensku
V České republice legislativa v současné době ostře rozlišuje mezi tramvajovými a železničními dráhami. V některých zemích (a v počátcích drážní dopravy i v Rakousko-Uhersku) takový rozdíl přímo definován nebyl či není a tramvajové dráhy spadají do stejných nebo podobných podmínek jako místní železniční dráhy. Charakter podobný tramvajovému provozu mívaly především některé místní úzkorozchodné nebo první mimoměstské elektrické dráhy, naproti tomu provoz parních tramvají měl mnohé rysy železniční dopravy.
Za nejaktuálnější záměr tohoto typu byl ještě v roce 2003 považován projekt Regiotram Nisa, který počítá s možností propojení mezi Libercem a Jabloncem nad Nisou nebo pokračováním železniční trati Liberec–Harrachov do zástavby Harrachova.
O vlakotramvajích se uvažuje na Ostravsku. Na tratě z Ostravy do Orlové a Hlučína byly již vypracovány studie.
Kolem roku 2003 se jednalo o tram-vlakovém systému mezi Karlovými Vary a Mariánskými Lázněmi.
Na Mostecku byl z iniciativy Dopravního podniku měst Mostu a Litvínova za účasti Českých drah a. s. navržen mezinárodní projekt EURO-CESTY. Ten počítá se zahrnutím meziměstské tramvajové tratě Most–Litvínov, tzv. Moldavské horské dráhy (trať 135), včetně obnovení přeshraničního úseku a pokračování systému na německém území do Holzhau a Freibergu, a výstavbou nové dvojkolejné trati Most – Žatec. V roce 2003 zamýšlely České dráhy zahájení provozu v roce 2011.
Existuje také studie zavedení systému vlakotramvají v Brně, a to v rámci tzv. zjednodušené varianty přestavby železničního uzlu a hlavního nádraží. Vlakotramvaje jsou také součásti Plánu dopravní obslužnosti Olomouckého kraje, např. na trase Olomouc – Senice na Hané.
V Praze přicházejí hypoteticky v úvahu například relace Dejvice – Letiště Ruzyně – Kladno, Modřany – Vrané nad Vltavou, Vysočany – Lysá nad Labem či Všetaty, Holešovice – Kralupy, Malešice u Depa Hostivař, nádraží Praha-Smíchov, Masarykovo nádraží.
O vlakotramvajích se uvažovalo také v okolí Bratislavy,[zdroj?] Košic[zdroj?] nebo v Hradci Králové.